# ميليتشا تودوروفيتش
ميليتشا تودوروفيتش (بالصربية: Милица Тодоровић) هي مغنية صربية ولدت في يوم 13 أكتوبر 1990 في مدينة كروشيفاتس في صربيا. بدأت الغناء في سنة 2005 وطرحت أول ألبوم لها في سنة 2009. في سنة 2019 فازت أغنيتها مع أمينة جهوفيتش ليمونادا بجائزة أفضل فيديو غنائي في صربيا.